# Castellnegrar
El Castellnegrar és una muntanya de 632 metres que es troba entre els municipis de Capçanes i Colldejou, a la comarca de la Priorat.